# おとなのギャル雀〜きみにハネ満!〜
『おとなのギャル雀〜きみにハネ満!〜』（おとなのギャルじゃん〜きみにハネまん!〜）は、2003年12月18日にジャレコからPlayStation 2ソフトとして発売した麻雀恋愛シミュレーションゲームである。

## 登場人物
- 理緒 - 夏目理緒
- ひとみ - 岡田ひとみ
- ゆり - 岩田ゆり
- 優 - 二宮優
- 久美 - 日向久美
- いちご - いちご姫
- ローラ - ローラ
- 美弥子 - 貝吹美弥子